# Halalaimus filum
Halalaimus filum är en rundmaskart som beskrevs av Gerlach 1962. Halalaimus filum ingår i släktet Halalaimus och familjen Oxystominidae. Inga underarter finns listade i Catalogue of Life.